# 마뉘엘 발스
마뉘엘 카를로스 발스 갈페티(프랑스어: Manuel Carlos Valls Galfetti)는 프랑스의 정치인으로 프랑스의 전 총리이다. 스페인 이민자로, 2014년 장마르크 에로의 후임 총리가 되었다. 2016년 12월 대선 출마 선언과 함께 총리직에서 물러났다.

## 역대 선거 결과
| 선거명      | 직책명                    | 대수 | 정당   | 1차 득표율 | 1차 득표수 | 2차 득표율 | 2차 득표수 | 결과 | 당락                  |
| ----------- | ------------------------- | ---- | ------ | ---------- | ---------- | ---------- | ---------- | ---- | --------------------- |
| 2002년 선거 | 하원의원 (에손 제1선거구) | 12대 | 사회당 | 36.34%     | 13,192표   | 52.97%     | 18,177표   | 1위  | 에손 주 하원의원 당선 |
| 2007년 선거 | 하원의원 (에손 제1선거구) | 13대 | 사회당 | 41.30%     | 15,337표   | 60.12%     | 21,523표   | 1위  | 에손 주 하원의원 당선 |
| 2012년 선거 | 하원의원 (에손 제1선거구) | 14대 | 사회당 | 48.60%     | 16,559표   | 65.58%     | 20,554표   | 1위  | 에손 주 하원의원 당선 |
| 2017년 선거 | 하원의원 (에손 제1선거구) | 15대 | 사회당 | 25.45%     | 7,033표    | 50.30%     | 11,757표   | 1위  | 에손 주 하원의원 당선 |